# Olga Wiktorowna Sawjalowa

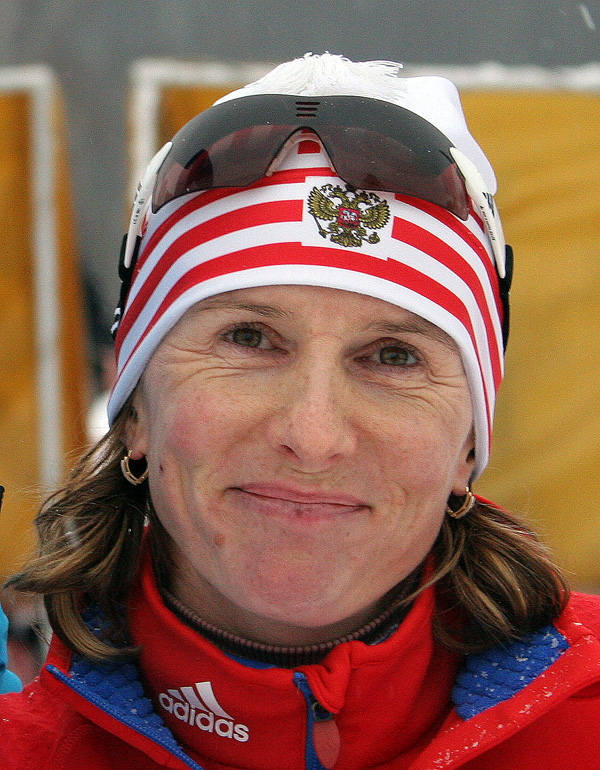
Olga Sawjalowa

Olga Wiktorowna Sawjalowa (russisch Ольга Викторовна Завьялова; * 24. August 1972 in der Nähe von Leningrad) ist eine russische Skilangläuferin.
Olga Sawjalowa, die bereits bei den Juniorenweltmeisterschaften 1991 in Reit im Winkl unter ihrem Geburtsnamen Kornijewa mit der sowjetischen Langlaufstaffel die Silbermedaille gewonnen hatte, gewann bei den Nordischen Skiweltmeisterschaften 2003 im Val di Fiemme Gold über 30 km Freistil sowie Bronze in der 10-km-Verfolgung, über 15 Kilometer klassisch und mit der Mannschaft. In Reit im Winkl gewann sie im Februar 2005 (gemeinsam mit Jewgenija Medwedewa-Arbusowa) ihr erstes Weltcuprennen. Bei den Nordischen Skiweltmeisterschaften 2007 in Sapporo wurde sie Weltmeisterin in der 15-km-Verfolgung und holte die Silbermedaille über 10 km Freistil.

## Erfolge

### Weltmeisterschaften
- 2003 im Val di Fiemme: Gold über 30 km, Bronze im Verfolgungsrennen, Bronze über 15 km, Bronze mit der Staffel
- 2007 in Sapporo: Gold im Verfolgungsrennen, Silber über 10 km

### Weltcup
- 1 Sieg in Weltcuprennen, 14 Podestplätze